# Койгельды
Койгельды (каз. Қойкелдi) — село в Аршалынском районе Акмолинской области Казахстана. Входит в состав Волгодоновского сельского округа. Код КАТО — 113441500.

## География
Село расположено возле одноимённого озера, в северной части района, на расстоянии примерно 32 километров (по прямой) к северо-западу от административного центра района — посёлка Аршалы, в 7 километрах к северу от административного центра сельского округа — села Волгодоновка.
Абсолютная высота — 380 метров над уровнем моря.
Ближайшие населённые пункты: село Волгодоновка — на юге.

## Население
В 1989 году население села составляло 452 человека (из них казахи — 100%).

В 1999 году население села составляло 375 человек (187 мужчин и 188 женщин). По данным переписи 2009 года, в селе проживало 326 человек (163 мужчины и 163 женщины).
| Численность населения | Численность населения | Численность населения |
| 1989                  | 1999                  | 2009                  |
| --------------------- | --------------------- | --------------------- |
| 452                   | ↘375                  | ↘326                  |

## Улицы[5]
- ул. Абай
- ул. Астана
- ул. Жастар